# رگنال
رگنال (به انگلیسی: Ragnall) یک روستا و محله مدنی در بریتانیا است که در بستلو واقع شده‌است. رگنال ۱۴۶ نفر جمعیت دارد.